# Alliophleps elliptica
Alliophleps elliptica är en tvåvingeart som beskrevs av Becker 1908. Alliophleps elliptica ingår i släktet Alliophleps och familjen vapenflugor.
Artens utbredningsområde är Kanarieöarna. Inga underarter finns listade i Catalogue of Life.